# Parco nazionale dei Saguaro
Il parco nazionale dei Saguaro è una area naturale protetta degli Stati Uniti, si trova nell'Arizona meridionale ed è diviso in due sezioni, una a circa 32 km ad est e l'altra a circa 24 km ad ovest di Tucson. Entrambe le sezioni sono facilmente raggiungibili in auto e dotate di un centro accoglienza visitatori.
La superficie totale nel 2008 era di circa 370 km² (91.439,71 acri) di cui 234 km² (57.930 acri) di ambiente naturale non modificato in modo significativo dall'uomo. Entrambe le sezioni del parco sono facilmente raggiungibili in automobile, mentre non ci sono mezzi pubblici che le raggiungano.
Il parco fa parte del Deserto di Sonora e prende il nome dal saguaro, un cactus gigante nativo di questa regione. Sono presenti altre specie di cactus appartenenti ai generi Echinocactus, Ferocactus, Opuntia e Cylindropuntia. Il parco ospita il Leptonycteris yerbabuenae, una specie di pipistrello in pericolo di estinzione, e l'allocco macchiato (Strix occidentalis).
L'area è stata originariamente designata come monumento nazionale il 1º marzo 1933 e venne quindi trasformata in parco nazionale il 14 ottobre 1994 dal presidente Bill Clinton.
Complessivamente in entrambe le sezioni ci sono oltre 240 km di sentieri che vanno da semplici percorsi interpretativi a escursioni della durata di un giorno che si addentrano nelle aree più remote del parco.

## A+T
Le prime tracce di presenza umana nel parco risalgono a circa 7000 anni fa, si trattava di popoli nomadi che vivevano di caccia e della coltivazione del mais. I primi uomini che si insidiarono stabilmente in questa regione furono gli Hohokam tra il 200 e il 1450 d.C., si trattava di agricoltori che vivevano in villaggi costruiti e si spingevano fino alle montagne per cacciare e raccogliere cibo per integrare la loro alimentazione. Fu probabilmente l'impoverimento del suolo e le guerre che portarono alla scomparsa degli Hohokam. Questi furono rimpiazzati dai Sobaipuri e dai Tohono O'odham, entrambe queste tribù sfruttavano i frutti dei cactus per ricavarne alimento ed integravano la loro dieta cacciando sulle montagne. Molto importante era la raccolta annuale dei frutti del saguaro, la cui polpa riscaldata permette di produrre sciroppo e marmellata.
Gli esploratori spagnoli arrivarono in Arizona intorno al 1539 e si deve al padre gesuita Eusebio Francesco Chini la costruzione del primo insediamento stabile nella zona del parco verso il 1692, si trattava della Missione di San Xavier del Bac lungo il fiume Santa Cruz. Sempre nello stesso periodo venne fondato anche un avamposto militare nei pressi del villaggio indigeno di Stjukson, la moderna Tucson. Spagnoli e nativi convivevano in piccoli villaggi quasi tutti costruiti lungo i fiumi e spesso erano soggetti a incursioni di Apache. Questi attacchi continuarono diventando sempre più organizzati fino al 1886 quando Geronimo si arrese al generale Nelson Miles dell'esercito statunitense mettendo fine alla guerra con gli Apache.
Questa regione arida e inospitale non attrasse mai molti coloni europei, solo intorno alla fine del XIX secolo la scoperta di giacimenti di rame fece confluire qui investimenti e persone. Nel 1872 Manuel Martínez utilizzo la terra pubblica che oggi costituisce il parco come pascolo per il suo bestiame, nel 1880 altre famiglie lo imitarono. L'utilizzo della terra portò alla distruzione di molte generazioni di saguari e solo con l'istituzione del parco avvenuta nel 1933 si poté procedere con il recupero dell'area.

## Territorio

### Sezione Ovest: Distretto di Tucson Mountains

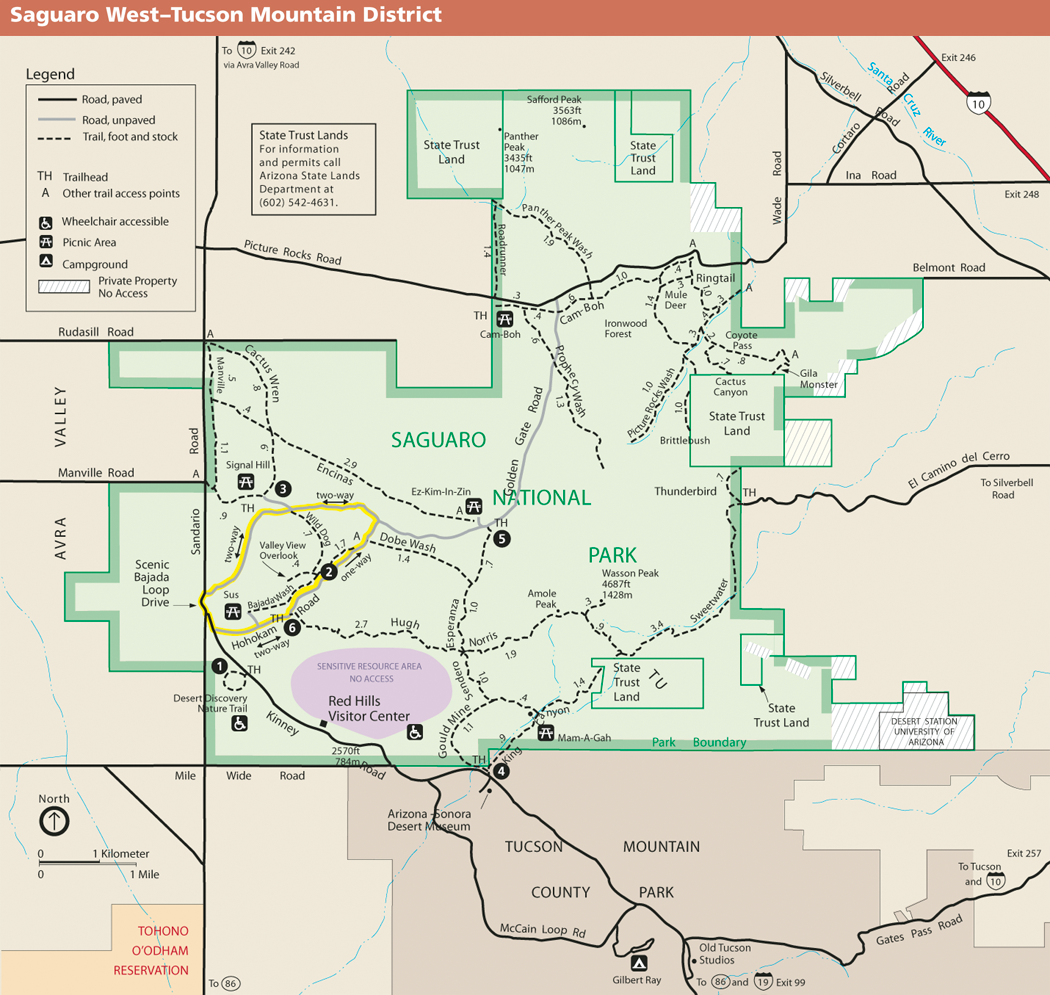
Mappa del distretto di Tucson Mountains.

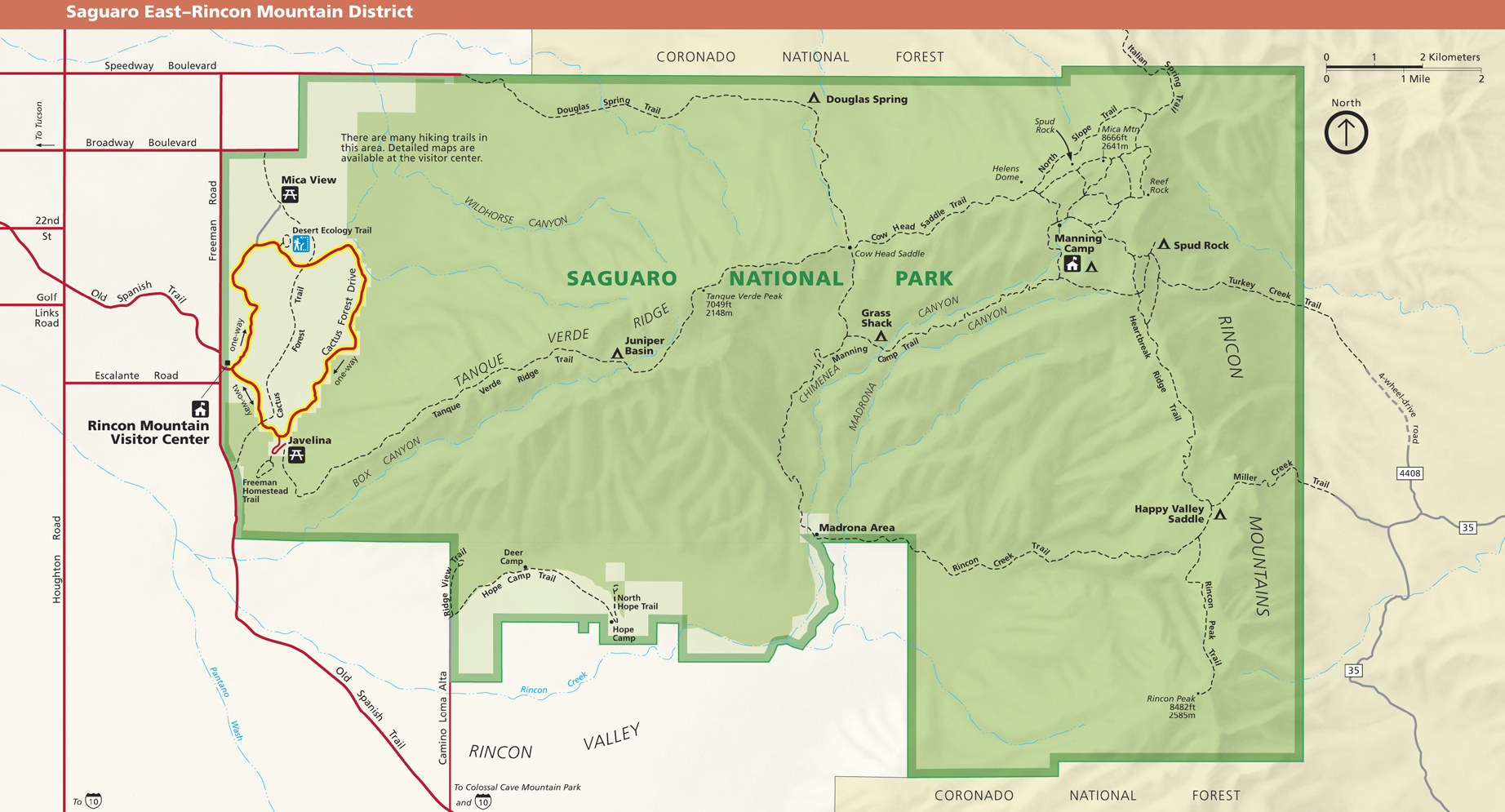
Mappa del distretto di Rincon Mountains.

Questa sezione si trova ad ovest della città di Tucson. Il Red Hills visitor center (2700 North Kinney Road, Tucson, Arizona 85743) è aperto dalle 9 alle 17 tutti i giorni ad eccezione del 25 dicembre, qui è possibile reperire brochures, libri e mappe del parco.
Seguendo la strada che dal visitor center si addentra nel parco per circa 2,5 km si raggiunge la Bayada loop drive, una strada sterrata e ripida che compie un giro di quasi 10 km attraverso una fitta foresta di saguaro. In questa sezione del parco ci sono alcuni sentieri molto semplici e di breve durata, come il cactus garden trail al visitor center, il desert discovery nature trail lungo poco meno di 1 km, il valley view overlook trail di circa 1,5 km che permette viste panoramiche del deserto, delle montagne e della foresta di saguaro. 
I sentieri più lunghi si addentrano nelle regioni remote snodandosi sino alle Tucson Mountains, tra questi il Hugh Norris trail di 8 km di sola andata è il più lungo in questo distretto e porta fino alla cima più elevata Wasson Peak a 1428 m di altitudine. Questo punto è raggiungibile anche percorrendo il king canyon trail o lo sweetwater trail (unico accesso alla cima dal lato est delle Tucson Mountains) entrambi della lunghezza di circa 5,5 km di sola andata. Il Sendero Esperanza trail di circa 5 km di sola andata è moderatamente difficile e percorre il parco da nord a sud incrociand lo Hugh Norris trail e terminando nel king canyon trail. Molti sentieri sono percorribili a cavallo, le informazioni necessarie sono reperiribili al Red Hill visitor center. Non è permesso campeggiare, mentre sono presenti alcune aree attrezzate per picnic lungo la strada e il Sendero Esperanza trail.

### Sezione Est: Distretto di Rincon Mountains
Questa sezione si trova ad est della città di Tucson ed era l'originario National Monument. La peculiarità di questo parco è che inizia dal deserto di Sonora per entrare gradatamente a far parte della foresta di conifere delle Rincon Mountains. La cima più elevata di quest'area è Mica Mountain che raggiunge un'altitudine di 2641 m. Sebbene questa sezione abbia meno saguari dell'area ovest, gli stessi sono mediamente di dimensioni maggiori per via delle precipitazioni più frequenti ed abbondanti a causa della vicinanza delle Rincon mountain.
Appena entrati nel parco si incontra il visitor center, dove è possibile reperire mappe del parco e da qui inizia la Cactus forest drive, una strada percorribile in automobile della lunghezza di 13 km circa, che forma un anello all'interno del parco. 
Da questa strada si dipartono tutti i sentieri che attraversano questa sezione del parco, si va da sentieri molto corti come il Desert ecology trail di circa 400 m o il Freeman homestead trail di circa 1,5 km fino al Garwood loop trail di circa 8,5 km. Il Tanque verde ridge trail è invece il sentiero che permette di addentrarsi nelle parti più remote del parco fino a raggiungere il Manning camp situato a circa 2400 m di altezza appena sotto la vetta di Mica Mountain.
Nel 1991 il congresso autorizzò l'acquisto di circa 16 km² di terreno per estendere il parco verso sud. Parte di questa area è chiusa all'accesso pubblico, solo 2 sentieri possono essere percorsi: l'Hope camp trail di circa 9 km e il Ridge view trail di circa 2,5 km, l'accesso a questi due sentieri avviene attraverso il Camino Loma Alta, unico accesso sud del parco.

## Clima
La regione è caratterizzata da un clima arido di tipo BWh secondo la classificazione di Köppen-Geiger. In inverno la temperatura può passare dai circa 19 °C nelle ore di punta ai 5 °C durante la notte, l'estate è estremamente calda con temperature massime che possono superare i 41 °C mentre la sera la temperatura scende fino a circa 22 °C. Il record di temperatura minima è stato di -6 °C nel 1985 mentre il record di temperatura massima è stato di 46 °C registrato nel 1994.
Il clima è molto arido con precipitazioni medie annuali di poco superiore ai 300 mm, le precipitazioni più abbondanti si verificano nei mesi di luglio e agosto, mentre sono estremamente scarse tra aprile e giugno. D'inverno le precipitazioni si concentrano nei mesi da dicembre a febbraio e si presentano sotto forma di piogge leggere ma prolungate, sono possibili anche nevicate alle quote più elevate, la stagione estiva delle piogge va invece da luglio a settembre ed è caratterizzata da precipitazioni intense e violente tipiche del monsone nordamericano, accompagnate da fulmini e seguite inondazioni improvvise.

| Temperature in °C per mese nel Distretto delle Rincon Mountain |                       |                       |                        |                        |
|                                                                | Manning Camp (2400 m) | Manning Camp (2400 m) | Visitor Center (900 m) | Visitor Center (900 m) |
| Mese                                                           | Media Massima         | Media Minima          | Media Massima          | Media Minima           |
| Gen                                                            | 7                     | -4                    | 17                     | 3                      |
| Feb                                                            | 8                     | -4                    | 19                     | 4                      |
| Mar                                                            | 9                     | -4                    | 22                     | 7                      |
| Apr                                                            | 11                    | -3                    | 27                     | 10                     |
| Mag                                                            | 18                    | 3                     | 32                     | 14                     |
| Giu                                                            | 25                    | 9                     | 37                     | 19                     |
| Lug                                                            | 24                    | 12                    | 37                     | 23                     |
| Ago                                                            | 24                    | 12                    | 36                     | 22                     |
| Set                                                            | 23                    | 9                     | 34                     | 19                     |
| Ott                                                            | 18                    | 6                     | 29                     | 14                     |
| Nov                                                            | 12                    | 0                     | 22                     | 7                      |
| Dic                                                            | 9                     | -2                    | 18                     | 4                      |

## Geologia
Le rocce più antiche trovate all'interno del parco sono rocce metamorfiche di colore grigio scuro conosciute come Pinal schist, che rappresentano la crosta originaria dell'Arizona meridionale. Queste rocce si sono formate circa 1,7 miliardi di anni fa durante il Precambriano per via della collisione tra placche che ha alterato le rocce sedimentarie vulcaniche preesistenti in scisti e in altre rocce metamorfiche. Sono inoltre presenti dei graniti formatisi 1,4 miliardi di anni fa e che compongono la cresta del Tarque Verde.
Circa 600 milioni di anni fa, all'inizio del Paleozoico, sono iniziati movimenti della crosta legati allo scontro tra la placca pacifica e la placca nordamericana, questo ha portato al susseguirsi di periodi di deposizione di rocce sedimentarie, principalmente calcare, arenaria e scisto e periodi di erosione. Esemplari di queste rocce sono visibili all'interno del parco, nell'area per picnic Sus e nei pressi delle cascate Lime Kiln.
Durante la prima parte del Mesozoico, circa 150 milioni di anni fa, il continuo innalzamento della regione ha portato ad una forte erosione delle rocce che man mano raggiungevano la superficie. I sedimenti venivano trascinati fino ad un mare interno e oggi formano le Red Hills vicino all'omonimo visitor center. Il colore rosso è dovuto all'ematite, un ossido di ferro che si forma in acque poco profonde ricche di ossigeno come il mare che ricopriva questa regione. Prove dell'esistenza di questo mare vengono da legno fossile pietrificato, conchiglie e ossa di dinosauri ritrovate nell'area.
Tra la fine del Mesozoico e l'inizio del Cenozoico, circa 30 milioni di anni fa, la continua subduzione della placca pacifica sotto la placca nordamericana ha portato ad una forte attività vulcanica che ha coinvolto l'attuale area di Tucson, come conseguenza di ciò ci furono forti emissioni di riolite, lava e colate piroclastiche. Il conseguente svuotamento del sottosuolo portò alla formazione di un'enorme caldera che andò man mano riempiendosi di riolite, ceneri e rocce formatesi durante il collasso del vulcano. Questo complesso di rocce è conosciuto come Tucson Mountain Chaos ed è la principale formazione rocciosa delle Tucson Mountains. Nello stesso periodo le aree circostanti furono soggette ad intrusioni di granito rosa e vene di quarzo che contengono molti minerali, tra cui rame, argento ed oro, la presenza di questi minerali permise lo sviluppo dell'Arizona alla fine del XIX secolo. Una di queste intrusioni è visibile lungo il sentiero Hugh Norris, all'altezza dell'Amole Peak.
Tra i 10 e 20 milioni di anni fa il continuo movimento delle placche tettoniche ha portato alla formazione di una faglia nell'area di Tucson, i movimenti lungo questa faglia hanno condotto alla formazione di una depressione che si è riempita di sedimenti provenienti dalle Tucson Mountains e dalle Catalina mountains, questo processo sta continuando tuttora.

## Fauna
Dato che il parco si sviluppa dal deserto sino alle Tucson Mountains, la varietà di specie che è possibile vedere comprende animali adattati a vivere in climi aridi e caldi come le lucertole cornute, il ratto canguro, l'orso nero e il cervo dalla coda bianca.

### Anfibi
Nonostante si tratti di un'area desertica, nel parco sono presenti alcuni anfibi, soprattutto rospi che escono dalle tane sotterranee in estate quando le piogge monsoniche riempiono d'acqua i ruscelli che attraversano il parco e formano delle pozze. La lista degli anfibi presenti nel parco comprende: Hyla arenicolor, una piccola raganella dai colori molto variabili che le permettono di mimetizzarsi bene nell'ambiente in cui vive; è possibile trovarla lungo gli alvei dei fiumi tra massi di roccia ai quali è in grado di aggrapparsi grazie alle ventose presenti nelle zampe, l'unica difesa dai predatori è data dal mimetismo e dal rimanere totalmente ferma quando il predatore è vicino. Lo Scaphiopus couchii vive gran parte dell'anno in tane sotterranee in stato letargico, durante le piogge estive esce dalle tane per nutrirsi prevalentemente di termiti, se le piogge sono sufficientemente lunghe inizia la ricerca di un partner per l'accoppiamento. Le femmine depongono le uova in pozze temporanee e dopo solo 15 ore si ha la nascita dei girini, che si sviluppa in un piccolo rospo in soli 9 giorni.

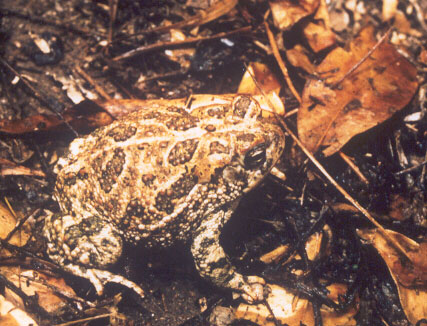
Bufo cognatus

Il Bufo cognatus è facilmente riconoscibile per le macchie simmetriche presenti sul dorso, il richiamo del maschio è molto rumoroso e può durare fino ad un minuto. La Rana yavapaiensis vive solo nelle zone dove ci sono pozze d'acqua permanenti, si riproduce tutto l'anno e i girini impiegano circa un anno per diventare adulti, il fatto che vivano dove l'acqua è presente tutto l'anno mette in pericolo la presenza di questa specie all'interno del parco in quanto lunghi periodi di siccità prosciugano quasi tutte le pozze. Anche la Spea multiplicata è attiva durante il periodo delle piogge estive quando è in pericolo emette dalla pelle una secrezione con forte odore simile alle noccioline che causa lacrimazione e secrezione nasale. Il piccolo Bufo punctatus è facilmente riconoscibile per le grosse ghiandole presenti dietro gli occhi e dai rossi bozzi sparsi sul dorso, è l'unica specie di rospo presente nel deserto di Sonora che depone le uova singolarmente. Incilius alvarius è uno dei più grandi rospi del Nord America, la pelle è di un colore verde-oliva e ha grandi ghiandole dietro gli occhi che emettono tossine di difesa se è in pericolo, queste tossine sono così potenti che da arrivare a paralizzare e in alcuni casi ad uccidere un cane.

### Rettili

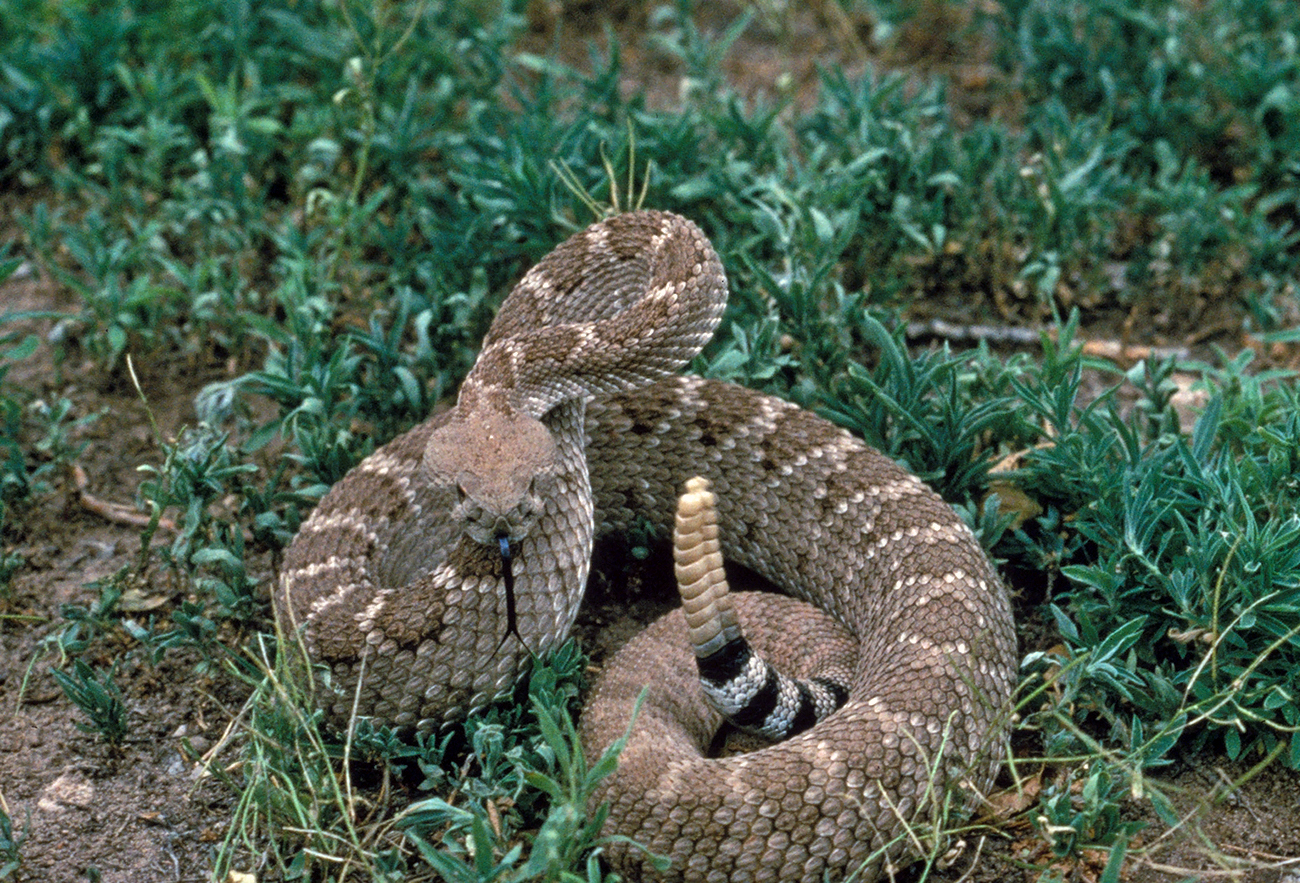
Crotalus atrox

Nel parco sono presenti alcuni dei rettili più caratteristici del Nord America, come la Gopherus agassizii, una tartaruga che è in grado di vivere fino a 100 anni e che è difficile vedere in quanto rimane nascosta nella tana durante le ore più calde.
Il mostro di Gila (Heloderma suspectum) è uno dei due sauri velenosi esistenti al mondo, il veleno è secreto da ghiandole della mascella e penetra nella vittima attraverso il morso, il suo veleno non è comunque mortale per l'uomo. La Phrynosoma solare è la più grande lucertola cornuta degli Stati Uniti ed è facilmente riconoscibile per le quattro corna dietro la testa, è facile vederla vicino ai formicai in quanto si nutre prevalentemente di formiche.

Sono presenti 5 specie di serpenti a sonagli: Crotalus atrox, il più comune in Nord America, Crotalus tigris, Crotalus molossus, Crotalus scutulatus e Crotalus cerastes. Un'altra specie di serpente velenoso presente nel parco è il Micruroides euryxanthus. Inoltre sono presenti numerose specie di serpenti non velenosi tra cui: Thamnophis cyrtopsis, Lampropeltis getula, Diadophis punctatus, Tantilla hobartsmithi, Trimorphodon biscutatus e Leptotyphlops humilis.

### Uccelli

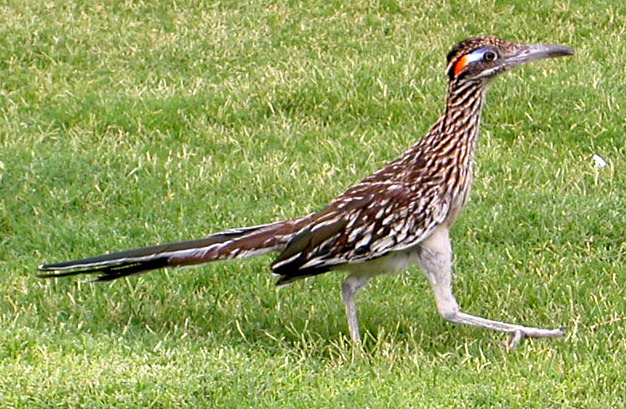
Mimì maggiore (roadrunner)

Nel parco sono presenti specie di uccelli difficili da vedere altrove, come il pigliamosche vermiglio (Pyrocephalus rubinus) e l'assiolo baffuto (Megascops trichopsis). Nell'area desertica è possibile vedere il mimì maggiore (Geococcyx californianus), forse uno degli uccelli più famosi del sud ovest degli Stati Uniti; è raro vederlo volare in quanto per cacciare sfrutta la sua veloce corsa che gli permette di catturare lucertole e roditori, la lunga coda fa da timone durante la corsa. Il picchio di Gila (Melanerpes uropygialis) nidifica nella corteccia esterna dei saguaro, in questo modo è in grado di difendersi sia dai predatori che dalle elevate temperature del deserto. I nidi abbandonati vengono occupati da altri uccelli, come il gheppio (Falco tinnunculus), la rondine viola (Progne subis) e la civetta elfo (Micrathene whitneyi); quest'ultima è la più piccola civetta al mondo, si nutre di insetti, soprattutto scarafaggi e falene, e verso la fine di ottobre migra in Messico per ritornare nel deserto di Sonora a marzo. Il colino di Gambel (Callipepla gambelii) è facilmente riconoscibile da un ciuffo nero sulla testa, non ama il caldo per cui è attiva la mattina e la sera, durante i periodi di siccità ricava acqua dai frutti dei cactus. 
Nidifica a terra e le uova schiudono tutte lo stesso giorno, i pulcini nascono con gli occhi aperti e sono coperti di piume e il secondo giorno dalla nascita sono già in grado di camminare per seguire i genitori. Il colibrì di Anna (Calypte anna) è l'unico colibrì presente tutto l'anno nella regione del deserto di Sonora. Lo scricciolo dei cactus (Campylorhynchus brunneicapillus) è l'uccello simbolo dello stato dell'Arizona, il maschio e la femmina costruiscono insieme il primo nido e mentre la femmina cova le uova, il maschio costruisce un secondo nido che verrà usato in un primo tempo come rifugio per gli adulti e quindi per la nuova covata. Il mimo beccocurvo (Toxostoma curvirostre) oltre ad essere riconoscibile per il suo becco curvo, ha degli occhi gialli molto appariscenti, usa il becco per scavare nella sabbia alla caccia di insetti e semi. 
Costruisce il nido con pezzetti di legno su Prosopis spp., Cylindropuntia spp. e Yucca spp. e quando i luoghi per nidificare diventano esigui, distrugge i nidi dello scricciolo dei cactus. La comune poiana di Harris (Parabuteo unicinctus) vive e caccia in gruppo, i gruppi sono formati da una coppia che si riproduce e da alcuni adulti che si occupano solo di nutrire i piccoli della coppia e difendere il nido. La tortora alibianche (Zenaida asiatica) gioca un ruolo fondamentale per i saguaro, infatti favorisce l'impollinazione spostandosi da fiore a fiore e una volta che maturano i frutti dei cactus aiuta la diffusione dei semi in quanto si nutre dei frutti ma non è in grado di digerirne i semi.
Spostandosi alle quote più alte è possibile incontrare l'astore comune (Accipiter gentilis), il junco occhigialli (Junco phaeonotus) e la ghiandaia del Messico (Aphelocona ultramarina). Il maschio della fainopepla nera (Phainopepla nitens) si distingue per il colore nero lucido, la cresta e gli occhi rossi, mentre la femmina è grigia con occhi rossi. Si nutre principalmente di vischio e contribuisce alla sua diffusione disperdendone i semi attraverso le deiezioni.

### Mammiferi

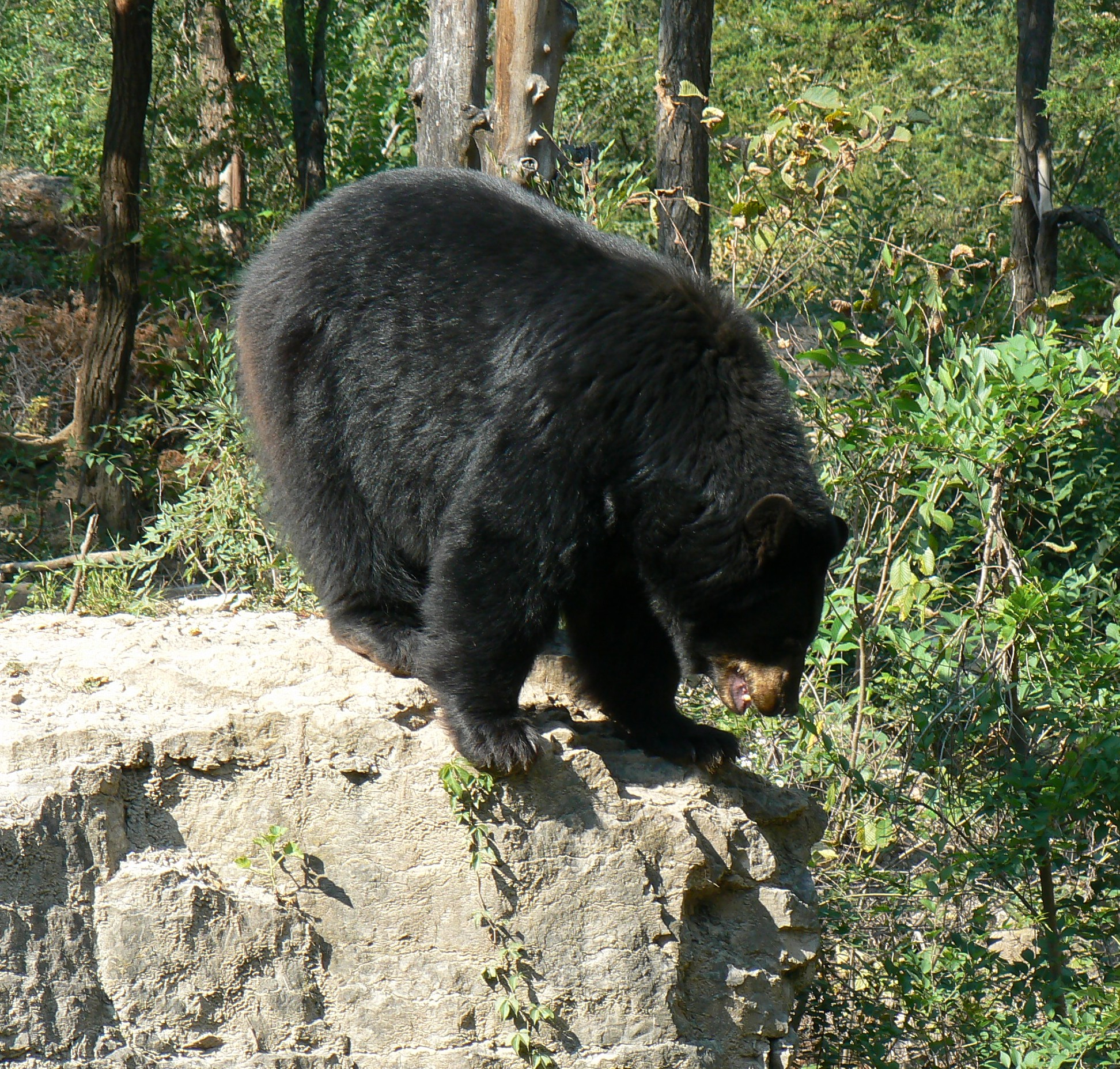
Orso nero americano

La lince rossa (Lynx rufus) è diffusa nel parco, si nutre principalmente di conigli e quaglie, in alcuni casi si spinge fino ai confini della città di Tucson. Il puma (Puma concolor) è il più forte predatore presente nel parco ed è diffuso in entrambe le sezioni, le mandibole di questo animale sono così forti da riuscire a rompere il carapace delle tartarughe per cibarsene. L'orso nero americano (Ursus americanus) è presente solo alle quote più alte nel distretto delle Rincon Mountains, vive normalmente all'interno della foresta ma quando negli anni più secchi scende anche a quote più basse in cerca di cibo e acqua. La nasua comune (Nasua narica) è un animale diurno in grad di nutrirsi sia d'insetti che di serpenti, che di semi e bacche. Il procione (Procyon lotor) predilige le zone dove è presente acqua tutto l'anno, si spinge facilmente verso la città alla ricerca di cibo. 
Il bassarisco del Nordamerica (Bassariscus astutus) è il mammifero simbolo dello stato dell'Arizona, pur essendo diffuso all'interno del parco è molto difficile vederlo in quanto schivo, come tana predilige grotte, crepe nelle rocce o tronchi cavi. Il coyote (Canis latrans) è diffuso in entrambe le sezioni del parco e si nutruno sia dei frutti di cactus che di animali. La volpe pigmea americana (Vulpes macrotis) è presente solo nel distretto delle Tucson Mountains, il suo habitat nei dintorni del parco è in continuo risuzione questo sta pregiudicando la presenza di questa specie all'interno del parco. L
a volpe grigia (Urocyon cinereoargenteus) è l'unica specie della famiglia dei canidi in grado di arrampicarsi sugli alberi, sia per cacciare che per difendersi dai predatori. I pècari dal collare (Pecari tajacu) sono diffusi nel parco, vivono in gruppi che vanno da 4 a 20 individui guidati da una femmina adulta, la loro dieta è composta da radici, semi, frutti di cactus e occasionalmente carogne. La famiglia dei Mephitidae è rappresentata nel parco dalla moffetta comune (Mephitis mephitis), dalla moffetta macchiata occidentale (Spilogale gracilis) e dalla moffetta dal cappuccio (Mephitis macroura). Il tasso argentato (Taxidea taxus) è molto raro nel parco, il numero di esemplari è in continua diminuzione a causa della scomparsa del suo habitat nelle zone circostanti l'area protetta.

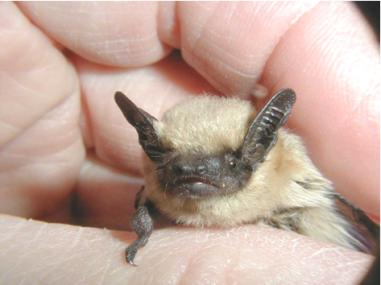
Parastrellus hesperus

Lo scoiattolo di Albert (Sciurus alberti), introdotto nell'area delle Santa Catalina Mountains vicine al parco dei Saguaro nel 1941, è diventata la specie più diffusa all'interno del parco avendo superato lo scoiattolo grigio dell'Arizona (Sciurus arizonensis), specie nativa di quest'area. Entrambe le specie vivono in zone boschive delle Rincon Mountains. Molto facile da avvistare è l'Ammospermophilus harrisii, riconoscibile per le strisce bianche sui lati del corpo, sono attivi anche durante le ore più calde del giorno. L'Otopermophilus variegatus è uno scoiattolo terricolo che preferisce le zone rocciose di alta montagna, è facilmente osservabile all'interno del parco. Altrettanto facile da avvistare, ma nella zona desertica del parco, è lo Xerospermophilus tereticaudus. Infine il Neotamias dorsalis è avvistabile sia nelle aree montuose del parco che alle quote più basse, ma limitatamente alle aree vicine ai corsi d'acqua.
La lepre del deserto (Lepus alleni) non è molto diffusa all'interno del parco ed è possibile avvistarla principalmente in vicinanza di larghi corsi d'acqua sabbiosi ed asciutti. La lepre californiana (Lepus californicus) predilige l'area desertica ed è attiva durante le ore meno calde del giorno. Il silvilago del deserto (Sylvilagus audubonii) è molto comune all'interno del parco grazie al suo elevato tasso di riproduzione, la sua abbondanza lo rende anche una delle prede preferite di molte specie di serpenti a sonagli e di altri predatori come falchi e linci.
Sono inoltre presenti molte specie di pipistrelli, due sole si nutrono di nettare e sono il Choeronycteris mexicana e il Leptonycteris curasoae; mentre la maggior parte sono insettivori come l'Eptesicus fuscus, il Macrotus californicus (specie che non migra ne va in ibernazione durante l'inverno), il Myotis californicus, il Myotis velifer, il Myotis thysanodes (specie che migra in inverno anche se ad oggi non si conosce la rotta di migrazione), il Lasiurus cinereus, il Myotis volans (alcuni esemplari di questa specie possono raggiungere i 21 anni di vita), il molosso brasiliano (Tatarida brasiliensi) specie più diffusa nel sud-ovest degli Stati Uniti, il pipistrello del deserto (Antrozous pallidus), il Nyctinomops femorosaccus, il Lasionycteris noctivagans, il Myotis auriculus, il pipistrello di Townsend (Corynorhinus townsendii), il Parastrellus hesperus (pesa circa 3 grammi ed è il pipistrello più piccolo degli Stati Uniti d'America), il Lasiurus blossevillii, il Myotis ciliolabrus , il Myotis yumanensis.

## Flora

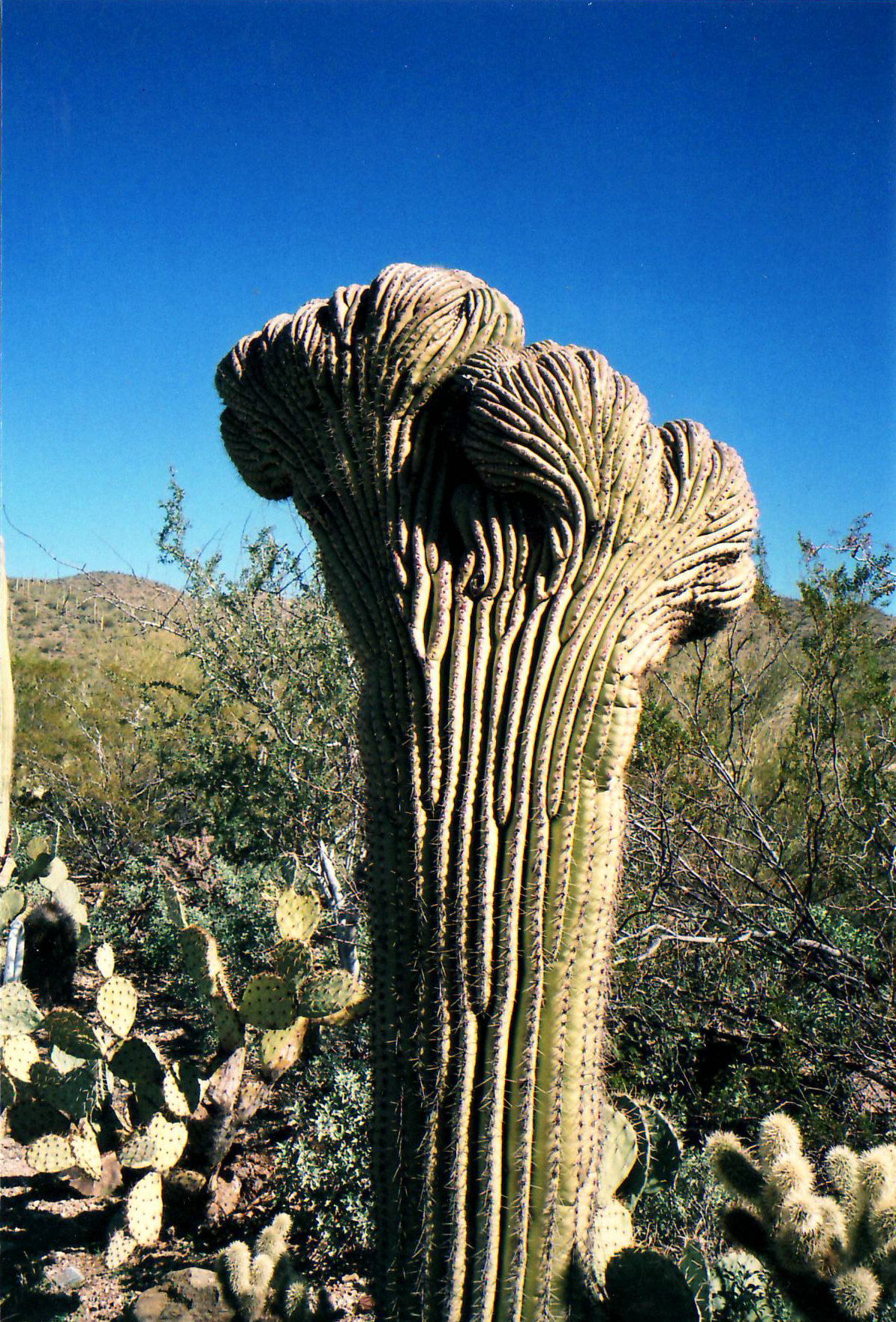
Saguaro crestato

La maggior parte delle piante presenti nel parco sono adattate a vivere nel deserto, quindi nei periodi più secchi riducono la loro attività per preservare l'acqua accumulata. Durante questi periodi le piante sembrano morte ma non appena si verifica una pioggia queste tornano alla vita mettendo nuove foglie.
Nel distretto delle Rincon Mountains sono presenti oltre 1162 specie di piante, che vanno dai cacti all'ocotillo nella zona desertica fino al pino giallo (Pinus ponderosa) e allo pseudotsuga nella zona montuosa. Il distretto delle Tucson Muntains contiene invece 512 specie di piante.
All'interno del parco ci sono 10 specie di piante in pericolo di estinzione, 78 specie di piante non originarie della regione si sono diffuse all'interno del distretto delle Rincon Mountains, mentre 47 specie di piante non originarie della zona si sono diffuse all'interno del distretto delle Tucson Mountains.
Sono presenti 25 specie di cactus nel parco, includendo il saguaro (Carnegiea gigantea), varie specie appartenenti al genere Mammillaria, il Ferocactus wislizeni, l'Opuntia versicolor, l'Echinocereus fendleri var. fasciculatus, l'Opuntia engelmannii, la cholla orsacchiotto (Cylindropuntia bigelovii), la Cylindropuntia fulgida.
Sono presenti molte specie non originarie della regione, la più pericolosa per la vita dei saguari è il Pennisetum ciliare, una piante perenne originaria dell'Africa in grado di competere per le stesse risorse di cui si nutrono i saguari e che crea un tappeto erboso che non permette la crescita delle altre specie e che facilita la diffusione degli incendi. Ogni 10 anni viene fatto un censimento dei saguari nel parco, l'ultimo è stato dall'ottobre 2009 all'ottobre 2010, i risultati non sono stati completamente analizzati anche se è evidente che il numero di esemplari è in continuo aumento in entrambi i distretti dal 1990.

## Curiosità
Nelle vicinanze del parco si trovano gli Old Tucson Studios, un set cinematografico realizzato nel 1939 per le riprese del film Arizona. Alla fine delle riprese invece che distruggere il set, la Columbia Pictures (casa produttrice del film) decise che questo sarebbe diventato un set permanente per le riprese dei film western. Sono stati girati oltre 300 tra film e telefilm, tra cui Winchester '73 (1950), Sfida all'O.K. Corral (1957), McLintock! (1963), El Dorado (1965), Hombre (1967), Rio Lobo (1970), Joe Kidd (1972), L'uomo dai sette capestri (1972), Tom Horn (1980), I tre amigos! (1986), Tombstone (1993); mentre come serie TV sono stati girati in questi studios: Ai confini dell'Arizona (1967-1971), La casa nella prateria (1974-1983), I ragazzi della prateria (1989-1992).